# Съмърсет
Съмърсет (на английски: Somerset) е историческо, административно неметрополно и церемониално графство (с различни размери) в регион Югозападна Англия. В състава му влизат 7 общини на обща площ от 4171 квадратни километра. Сред тях общините Северен Съмърсет и Бат и Североизточен Съмърсет имат статут на унитарни (самоуправляващи се) единици в състава на графството. Населението на областта към 2008 година е 912 900 жители. Административен център е град Тоунтън.
Графството е известно с производството на сиренето „Чедър“, носещо името на село в община Седжмур.

## География
Графство Съмърсет е разположено в югозападните части на Англия по южната и югоизточната брегова линия към Бристълския канал разделящ географски Англия от южната част на Уелс. На север граничи с графствата Бристъл и Глостършър. В източна посока е разположена област Уилтшър. На югоизток се намира област Дорсет, а на югозапад графството Девън.
В Бристълския канал се наблюдава вторият най-голям диапазон на приливите и отливите в света. Например при крайбрежния град Бърнам он Сий в община Седжмур, пролетният диапазон между прилив и отлив е повече от 12 метра.
В по-голямата си част, областта има предимно провинциален характер и респективно селското стопанство е основния икономически отрасъл. Графството е известно с производството на сиренето „Чедър“ и английското ябълково вино наричано „Сайдер“ (cider).
Централно през Съмърсет в посока от север на юг, преминава Магистрала М5, свързваща югозападната част на страната с Бристъл, а от там и с останалата магистрална мрежа.

### Административно деление
| Област / графство | Община                       | Община  | Главен град       | Други селища                                                                |
| ----------------- | ---------------------------- | ------- | ----------------- | --------------------------------------------------------------------------- |
| Съмърсет          | Южен Съмърсет                |         | Йоувил            | Бротън, Касъл Кари, Чард, Крюкърн, Илминстър, Лангпорт, Съмъртън, Уинкантън |
| Съмърсет          | Тоунтън Дийн                 |         | Тоунтън           | Уелингтън, Wiveliscombe                                                     |
| Съмърсет          | Западен Съмърсет             |         | Уилитън           | Дълвертън, Майнхед, Уочет                                                   |
| Съмърсет          | Седжмур                      |         | Бриджуотър        | Бърнам-он-Сий, Норт Педъртън, Хайбридж, Аксбридж                            |
| Съмърсет          | Мендип                       |         | Шептън Молит      | Фрум, Гластънбъри, Уелс                                                     |
| Съмърсет          | Бат и Североизточен Съмърсет |         | Бат               | Кейншам, Мидсоумър Нортън, Радстък                                          |
| Съмърсет          | Северен Съмърсет             | цифра 7 | Уестън сюпър Меър | Клийвдън, Нейлси, Портисхед                                                 |

## Демография
Нарастването на населението през последните десетилетия е над средното ниво за страната, с 6,4% нарастване от 1991 година и 17% от 1881 година.
| Населението на областта от 1801 година |         |         |         |         |         |         |         |         |         |         |         |         |         |         |
| година                                 | 1801    | 1851    | 1901    | 1911    | 1921    | 1931    | 1941    | 1951    | 1961    | 1971    | 1981    | 1991    | 2001    | 2008    |
| Общо                                   | 261 124 | 407 450 | 445 266 | 462 357 | 471 038 | 479 758 | 520 396 | 563 970 | 619 751 | 682 043 | 731 886 | 812 997 | 855 694 | 912 900 |

Разпределение на населението по общини към 2008 година:
| Община                       | Площ km2 | Население | Гъстота (жители/km2) |
| ---------------------------- | -------- | --------- | -------------------- |
| Южен Съмърсет                | 959.04   | 158 700   | 165.48               |
| Тоунтън Дийн                 | 463.26   | 108 700   | 234.64               |
| Западен Съмърсет             | 726.84   | 35 500    | 48.84                |
| Седжмур                      | 564.36   | 112 800   | 199.87               |
| Мендип                       | 739.44   | 110 100   | 148.90               |
| Бат и Североизточен Съмърсет | 351.12   | 180 300   | 513.50               |
| Северен Съмърсет             | 374.68   | 206 800   | 551.94               |